# 別大線
別大線（日语：／）是一條曾經連接大分縣大分市大分站前至別府市龜川站前，沿國道10號（別大國道）上行走的大分交通有軌電車路線。通稱「別大電車」。
在1900年（明治33年），九州首條電氣化鐵路線開業。在1927年（昭和2年）起由別府大分電鐵株式會社營運。在1945年（昭和20年），由於戰時整合下，該公司合併至大分交通。在經營末期，雖然路線業績錄得盈利，但是由於巴士和私家車的發展迅速，使別大國道出現了交通擠塞問題，最後在大分縣的要求下，於1972年（昭和47年）廢除路線。

## 路線數據
截至1969年3月
- 路線距離：大分站前 - 龜川站前之間18.4公里
- 軌距：1,067毫米
- 雙線區間：除了菡萏[注 1]至兩郡橋之間除外的11.8公里區間
- 電氣化區間：全線（直流600伏特）
- 閉塞方式：電氣路籤閉塞

別大線連接大分站前停留場至龜川站前停留場之間全長18.4公里（公里數據截至廢除時）。截至廢線前，中途一共有32個車站。兩郡橋停留場是位於大分市與別府市的邊界附近（而該站是在大分市內）。在大分站前至兩郡橋停留場之間的大分市內共有14座車站。而從下一站東別府站前停留場至終點龜川站前之間的別府市內共有20座車站。別大線基本上都是日豐本線旁敷設，因此在日豐本線大分站、西大分站、東別府站和龜川站均設置了「站前」停留場。
雙線區間方面，從大分站前至菡萏停留場之間共有3.8公里的雙線區間，在新川停留場前的走線為南北方向，在新川後的走線為東西方向，整段區間的路軌都是敷設道路上（混合路權軌道）。而該區間被稱為「大分市內」。菡萏停留場至東別府站前停留場之間共7.3公里區間都是沿別府灣旁行走，路軌敷設在國道10號與日豐本線的中間（專用軌道），當中，菡萏停留場至兩郡橋停留場之間的6.6公里區間為單線。在單線區間中，自1951年（昭和26年）起，在佛崎離合所和別院前停留場共有兩處列車交會設備。餘下區間（即東別府站前至終點站龜川站前）的7.3公里處被稱為「別府市內」，該區間都是雙線，除了龜川站附近的專用軌道區間，其餘路段的路軌都是敷設在國道10號上。
以上只是記述廢線前一刻（1972年前）的走線。在此以前，於「別府市內」區間內設有北濱停留場向西前往日豐本線別府站方向，全長0.5公里的支線，支線終點站是在別府站前停留場。該支線在1956年（昭和31年）10月廢除。

## 歷史
別大線是繼京都電氣鐵道、名古屋電氣鐵道、大師電氣鐵道和小田原電氣鐵道後，日本第5條電氣化鐵路。當初是由「豐州電氣鐵道」這間公司負責興建。在1906年（明治39年）由豐後電氣鐵道繼承路線。在1916年（大正5年）合併後，由九州水力電氣經營。在1927年（昭和2年）經過業務轉讓後，由別府大分電鐵經營路線。在1945年（昭和20年）別府大分電鐵改名為大分交通，隨後一直以大分交通的公司名稱經營別大線，直至廢線。

### 豐州電氣鐵道·豐後電氣鐵道時代
關於別大線的興建過程，豐州電氣鐵道株式會社在1894年（明治27年）11月20日取得軌道敷設特許。在2年後的1896年（明治29年）8月5日成立該公司。發起人為當地和愛媛縣的商人。在4年後的1900年（明治33年）5月10日，豐州電氣鐵道開設別府停留場（別府町字南町）至堀川停留場（大分町字堀川）之間，全長6英里56鏈（約10.78公里）的電氣化鐵路。為別大線首段開通區間。
後來路線向大分町一方延伸。在1901年（明治34年）11月29日，堀川至荷揚町停留場之間開通。在翌年1902年（明治35年）4月15日，路線延伸至南新地停留場（後來名為竹町通）。原本鐵路線只運送旅客，在1902年5月起引入貨車，並開始貨運業務。在1904年（明治37年）8月，公司開放兼營電力業務。
雖然公司業務不斷擴張，但是營業額並沒有改善，加上公司內部管理不善，管理層變動頻繁，股東之間存在矛盾，使公司內部變得混亂。當中，以前職員為中心的債權人透過大分地方裁判所向公司提出破產訴訟。在1904年（明治37年），豐州電氣鐵道宣布破產。
隨後，豐州電氣鐵道把所有資產轉移至公司內的債權人以消除債務。在1906年（明治39年）1月30日的臨時股東大會中，決議宣布公司解散。在同年1月4日，新公司豐後電氣鐵道株式會社成立，該公司接手豐州電氣鐵道所有業務後繼續經營。
在新公司下，豐後電氣鐵道積極管理和營運業務。當中包括修復路軌和車輛，以及擴展電力業務。在豐後電氣鐵道時代，沒有把路線延伸，反而在電力業務方面，建設了新的水力發電廠，使公司在電力業績方面有顯著增長。在大正初期，公司總收入中，近7成都是電力業務。

### 九州水力電氣時代
在1916年（大正5年）3月，豐後電氣鐵道與當時於福岡、大分兩縣積極擴充業務的九州水力電氣株式會社合併。該公司原本也在福岡市內經營路面電車（舊博多電氣軌道線），為了區間兩個地方的路面電車系統，舊豐後電氣鐵道線被名為「大分電鐵線」。
在九州水力電氣時代，大分電鐵線繼續進行路線延伸。首先路線向大分市邊界延伸。在1917年（大正8年）7月7日，路線延伸至外堀（外濠）停留場。在1919年（大正8年）2月24日，路線延伸至大分站前停留場，提供了連接大分站的交通服務。在1922年（大正11年）3月7日，警察署前停留場至菡萏停留場之間的開設新線（新線敷設在靠近海岸一方，途經新川停留場）。途經堀川的舊線初時仍然提供服務，但是由於該路段的道路比較狹窄而構成危險。在不顧沿線町內會的反對下，於1925年（大正14年）12月停止營業。另一方面在別府市一方。在1922年11月25日，別府停留場被遷移，同時把路線延伸至別府港棧橋，在該處可轉乘前往大阪的輪船。
雖然投入了資金投資設備，但是以九州水力電氣整體來說，包含福岡電鐵線在內的鐵路事業佔公司收入較少，加上大分電鐵線的業績不理想。因此在1926年（大正15年）12月，九州水力電氣決定把電力業務以外的部門進行重組。

### 別府大分電鐵時代
正值大分電鐵線進行重整。當時中央別府溫泉土地（總部在大阪）社長清水榮次郎對於該路線有興趣，因此透過中間人，與阪神急行電鐵社長小林一三商談建立一間新公司，當時在阪神急行總部內進行這次新公司的籌備工作。在1927年（昭和2年）6月24日舉行了新公司成立大會，地點也是在阪神急行總部內舉行。新公司的名稱為別府大分電鐵株式會社。資本為200萬日圓，在四萬股中，兩萬股由九州水力電氣繼承。第一代社長是清水榮次郎。同年6月30日，連接別府與大分之間的鐵道線（大分電鐵線）從九州水力電氣轉讓至別府大分電鐵。
在新公司下，路線繼續向別府市的北邊龜川町延伸。在1928年（昭和2年）2月取得向龜川延伸的軌道敷設特許。在翌年1929年（昭和4年）5月1日，別府棧橋停留場至境川停留場之間的區間，以及北濱停留場至別府站前停留場之間，連接別府站的聯絡支線開通。剩下境川至龜川新川停留場之間的區間在1930年（昭和5年）12月1日開通。車輛方面，從九州水力電氣承繼的29架客車中，由於車輛開始老化而引入了新的轉向架車。在1928年引入10架，在1929年引入5架，在1932年（昭和7年）引入1架。慢慢地更新車隊和使車輛近代化。
為了讓經營業務多方面發展。在1920年代開設一般巴士路線業務。在1927年11月30日，收購了別府至大分之間行走的私人巴士經營權。兼營巴士的目的是為了防止電車乘客轉為乘坐巴士，後來公司收購了別府與杵築之間的巴士經營權。使公司在電車沿線以外，擴展其巴士路線網。截至1932年尾，公司一共有19架巴士，經營5條路線。但是在1933年（昭和8年）5月28日，為了整合別府至杵築之間的巴士公陸，便把連接兩地的路線與7架巴士轉讓給新成立的別杵自動車。除了巴士業務外，公司也有在別府市內的別莊地「鶴水園」經營餐廳（在1928年4月開業，在1931年3月結業），以及在龜川經營天然沙場（在1933年11月開業）。
在1940年（昭和15年），事業正在擴展至大分縣，來自北九州的九州電氣軌道（後來變為西日本鐵道）從九州水力電氣收購了別府大分電鐵的股份。把別府大分電鐵變成旗下公司。同年5月30日，村上巧兒就任第二任社長，取代了清水。當時正值中國抗日戰爭，在鐵路業務中，由於資源不足使不能夠增加車輛數目。在1941年（昭和16年），透過把車輛退役或出售，公司車隊縮小模規，只剩下16架轉向架車和12架兩軸車。另外，公司重用了舊路軌，於1942年（昭和17年）3月3日，路線延伸至龜川站前（龜川新川 - 龜川站前停留場之間開通）。另一方面，巴士業務也開始惡化，由於在戰時下實施燃料管制，因此營運巴士變得困難。在1939年（昭和14年）6月，電車並行線被暫停服務，其他巴士路線也陸續暫停。最終在1945年（昭和20年）1月，只剩下一條巴士路線（大分 - 木之上之間）和8架巴士。後來再把巴士和路線轉讓給大分巴士後被退出巴士業務。

### 大分交通時代
在太平洋戰爭爆發後的1942年8月，鐵道省發布準備把各間私鐵和巴士公司整合的命令，而大分縣也開始進行交通業務整合。把縣內分為縣北、縣南和日田三個區域，為各區域的整合做好準備。當中，別府大分電鐵的業務地區是在縣北，同時以別府大分電鐵作為母體，把業務範圍在縣北的各間公司合併起來。在1943年（昭和18年）4月，交換了一份關於合併的諒解備忘錄。翌年1944年（昭和19年）11月，於宇佐神宮簽署合併協議。在大戰末期的1945年（昭和20年）3月1日，當局批准合併許可，在4月20日於大分市召開的合併報告大會上，宣布完成合併計劃。參加合併的公司除了母體別府大分電鐵外，還有耶馬溪鐵道、宇佐參宮鐵道、豐州鐵道、國東鐵道、宇佐參宮自動車和別杵自動車，一共七間公司。合併後的新交通運輸公司名為大分交通株式會社。
在大分交通成立後，舊別府大分電鐵的路線變成了大分交通的「別大線」。別大線的運輸量在戰爭結束後的1946年度至1947年度之間達到頂峰。在戰前，一年總運輸人次為約600萬人，在戰後躍升至1500萬人。當時的車輛方面，分別設有別府大分電鐵時代的12架1型和16架100型，一共28架車輛。其中1架由於戰爭中受損，在戰後便立刻修復，但是由於車輛數目依然不足，因此從名古屋市電購入5架兩軸車。
在戰後，隨著時代進步，路面電車以外的交通工具的運輸狀況有所改善，與別大線並行的國鐵日豐本線和汽車開始進行競爭，並且狀況轉趨激烈，使別大線的客量有減少的傾向。為此在1951年（昭和26年）6月，便變更單線區間的交會地點和變更把車輛的齒輪比，以便提高行車速度。行走全段的所需時間由54分鐘縮短至50分鐘。另外在沿線上設有觀光景點高崎山，為了吸引旅客前往，便還最近該景點的別院前停留場進行翻新，同時可讓長距離乘客於該處中途下車。
車輛方面，在1949年（昭和24年）引入了5架200形新車，這是1932年以來再次引入新車。在1954年（昭和29年）引入2架300形，在1956年（昭和31年）至1959年（昭和34年）之間引入7架500型。新車加強了運輸能力，同時可以連結運輸、後來，過往的車輛（100型）為了可連結運輸而進行了改裝（150型）。雖然增強了運輸能力，但是北濱至別府站前的500米長支線由於平均每班只有9人乘坐，因此在別府市的要求下，於1956年10月18日廢除。
踏入1960年代，別大線的一年總客量超越1200萬人次。在早上繁忙時間，為了增強運輸力，於1962年（昭和37年）引入1抽1000型電車，該電車1抽以2卡編成行走。在翌年1963年（昭和38年）引入了2抽2卡編成的大型電車1100型。但是這個高客量沒有維持一段長時間，隨著機動化的發展。在1964年度，一年總客量達到1353萬人的高峰後，翌年度起，客量每年減少。在1969年度，一年總客量下降至1000萬人以下，別大線的業績開始出現赤字。為了解決赤字問題，便把別府市內的班次減少，在大分市內的班次改為一人控制（1968年9月），晚上減少班次並提早尾班車時間（1969年11月實施）。但是這樣沒有改善經營狀況，使赤字擴大。在1971年度，一年總客量再跌至813萬人。
在減少乘客使用電車同時，國道10號（即別大線大部分於路面行走的道路）的汽車流量大增。使大分縣決定把路軌撤走，把國道由雙程雙線車道變成雙程四線車道，以舒緩交通擠塞問題。在1971年（昭和46年）12月，大分縣要求大分交通撒走別大線。在1972年（昭和47年）3月7日，別府和大分兩市要求把路軌撤走。後來大分交通在3月8日向當局申請撤走路軌。在27日得到廢除許可。在4月4日，別大線全線廢除。
隨著別大線廢除，大分交通的鐵路線由只剩下耶馬溪線。該路線在1975年10月1日廢除後。在縣內的鐵路線中，除了索道外，其他路線都是由日本國有鐵道（→JR九州）經營，這個情況持續至今。

### 年表
- 1894年（明治27年）11月30日 : 取得別府與大分之間的軌道敷設特許[11]。
- 1896年（明治29年）8月5日 : 豐州電氣鐵道株式會社（日语：豊後電気鉄道）成立[4]。
- 1897年（明治30年）4月28日 : 獲得工程施工許可[24]。
- 1900年（明治33年）5月10日 : 首段區間，別府停留場至堀川停留場之間開業[5][11]。
- 1901年（明治34年）11月29日 : 堀川停留場至荷揚町停留場（後來名為縣廳前）之間開業[5][11]。
- 1902年（明治35年）4月15日 : 荷揚町停留場至南新地停留場之間（後來名為竹町通）之間開業[5][注 2]。
- 1906年（明治39年）1月4日 : 豐後電氣鐵道株式會社（日语：豊後電気鉄道）成立，豐州電氣鐵道所有業務由豐後電氣鐵道承繼[7]。
- 1916年（大正5年）3月28日 : 九州水力電氣株式會社（日语：九州水力電気）與豐後電氣鐵道合併[25][9]。成為該公司的「大分電鐵線」[9]。
- 1917年（大正6年）7月7日 : 南新地停留場至外堀（外濠）停留場之間開業[5]。
- 1919年（大正8年）2月24日 : 外堀停留場至大分站前停留場之間開業，電車駛入至大分站前[5][11]。
- 1922年（大正11年）3月7日 : 警察署前停留場至菡萏停留場[注 1]之間改經靠近海岸（新川停留場）的新線（單線鐵路）[5][11]。同時，大分站前至警察署前之間雙線化[11]。
- 1922年（大正11年）11月25日 : 脇浜停留場與隨後的路軌改經靠近海邊的新路，別府停留場被遷移（後來名為別府棧橋）[5][11]。
- 1925年（大正14年）12月31日 : 警察署前至堀川至菡萏之間的舊線中，堀川至菡萏之間的路段被撤走[5][11]。剩下警察署前至堀川之間的路段變成回廠線[5]。
- 1927年（昭和2年）6月24日 : 投入200萬日圓資本，成立別府大分電鐵株式會社[14]。
- 1927年（昭和2年）6月30日 : 九州水力電氣轉讓「大分電鐵線」予別府大分電鐵[14]。
- 1928年（昭和3年）2月21日 : 取得別府市大字別府至速見郡龜川町之間的軌道敷設特許[26]。
- 1928年（昭和3年）2月25日 : 取得別府市北町至同市不老町之間的軌道敷設特許[27]。
- 1929年（昭和4年）5月1日 : 別府棧橋停留場至境川停留場之間開業（雙線區間）。同時，北濱停留場至別府站前停留場之間的支線開業[5][11]。大分市內區間（警察署前 - 菡萏之間）和別府市內區間（東山＝後來的東別府站前 - 別府棧橋之間）均雙線化[11]。
- 1929年（昭和4年）7月16日 : 隨著車廠遷移，警察署前至堀川之間的回廠線被廢除[5][11]。
- 1930年（昭和5年）12月1日 : 境川停留場至龜川新川停留場之間開業（雙線）[5][11]。
- 1938年（昭和8年）11月19日 : 兩郡橋至東別府站之間雙線化[11]。
- 1942年（昭和17年）3月3日 : 龜川新川停留場至龜川站前停留場之間開業（雙線）[5][11]。
- 1945年（昭和20年）4月20日 : 在運輸公司合併下，別府大分電鐵改名為大分交通株式會社。此線成為「別大線」。
- 1956年（昭和31年）10月19日 : 支線北濱至別府站前之間被廢除[5][11]。
- 1958年（昭和33年）2月25日 : 由於大分站前停留場被遷移，站前至外堀路口之間的路軌區間也被遷移設[11]。
- 1961年（昭和36年）10月26日 : 在佛崎（日语：仏崎）隧道出口附近發生暴雨而造成山泥傾瀉，一架電車205號被淹没，共有31人死亡（全部都是乘客），36人受傷[28]。
- 1966年（昭和41年）10月1日 : 部分車輛（503 - 507號）變為一人運輸化。
- 1968年（昭和43年）9月1日 : 大分市內線一人運輸化。
- 1971年（昭和46年）12月 : 為了舒緩交通擠塞，大分縣向大分交通要求把別大線撒去。
- 1972年（昭和47年）4月5日 : 全線廢除[5][11]。

## 運行形態
別大線內一共設有4條路線系統。包含行走全線的系統（大分站前至龜川站），只行走大分市內的系統（大分站前至菡萏），入出車廠系統（大分站前至新川），以及只行走別府市內的系統（龜川站至東別府）。當中，只行走別府市內的系統只於繁忙時間行走。

## 車站列表
截至1969年3月
大分站前 –  竹町 –  官公街勸銀前 –  新川 –  濱町 –  春日浦 –  王子町 –  專賣公社前 –  西大分 –  菡萏 –  白木 –  佛崎離合所（號誌站） –  田之浦 –  別院前 –  兩郡橋 –  東別府站前 –  濱脇 –  永石通 –  別府濱橋 –  北濱 –  仲間通 –  富士見通 –  境川 –  餅濱 –  國際觀光港 –  春木川 –  深町 –  六勝園 –  聖人濱 –  遺族會館前 –  照波園 –  弁天前 –  龜陽泉前 –  龜川新川 –  龜川站前
大分站前 - 菡萏，東別府站前 - 龜川站前之間為混合路權軌道。菡萏 - 東別府站前之間為專用軌道。在1956年前，北濱設有分支前往別府站前的支線（該支線敷設在大分縣道32號別府停車場線上（混合路權軌道））。

## 接續路線
- 大分站前停留場：日豐本線、久大本線、豐肥本線（大分站）
- 西大分停留場：日豐本線（西大分站）
- 東別府站前停留場：日豐本線（東別府站）
- 別府站前停留場、北濱停留場：日豐本線（別府站）
- 龜川站前停留場：日豐本線（龜川站）

## 車輛

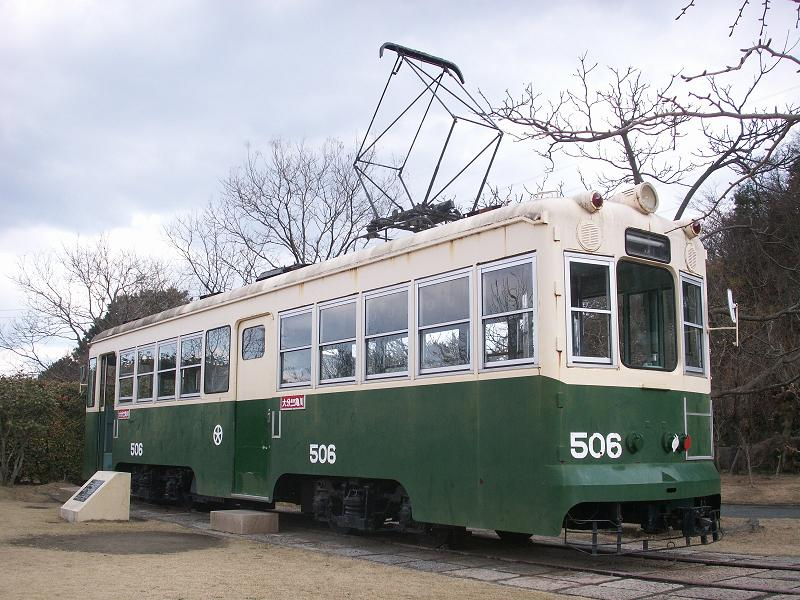
506號車（佐野植物公園，2009年）

### 廢除時
- 共有33架車輛
- 150型、200型、300型、500型是使用Tomlinson式密著式連結器的總括控制車
- 100型以外的車輛是間接自動控制車

100型 （101-116）
半數改造為150型。在廢除時只剩下102、104-107、110、111和115
11,887×3,087×2,336毫米，淨重14.2公噸，載客量：80（座位32個）人，日車C系轉向架
150型（151、153、158、159、161、163、164、166）
把舊100型進行改裝，為了可以2卡編成。這些車輛變為總括控制車。已改造的車輛編號是原本的編號+50
12,387×3,087×2,336毫米，淨重15.3公噸，載客量：80（座位32個）人，日車C系轉向架
200型 （201-204）
205在1961年發生山泥傾瀉被淹沒，隨後被退役
12,920×3,788×2,300毫米，淨重17.6公噸，載客量：90（座位40個）人，日立KL21B轉向架
300型 （301、302）
12,920×3,828×2,300毫米，淨重16.9公噸，載客量：90（座位42個）人，東洋工機TK201轉向架
500型
（501、502） 12,920×3,894×2,300毫米，淨重17.0公噸，載客量90（座位38個）人，東洋工機TK202轉向架
（503-507） 12,920×3,894×2,300毫米，淨重17.2公噸，載客量90（座位38個）人，近車KD202轉向架
1000型連接車 （1001AB）
[9,250×2]×3,894×2,280毫米，淨重[10.9×2]公噸，載客量140（座位56個）人，川崎611AB轉向架
1100型永久連結車 （1101AB・1102AB）
25,600×3,894×2,280毫米，淨重33.2公噸，載客量200（座位80個）人，近車KD50轉向架（施利倫方式）

### 從前擁有的車輛
舊1型（13架）
拖卡客車（5架）
新1型（10架?）
7580型 （7581-7585）
來自名古屋市電

### 保存車輛
- 506號：被保存在大分市道之驛Tanourara（日语：道の駅たのうらら）。在1996年前被保存在若草公園（日语：若草公園 (大分市)），在2022年前被保存在大分市立佐野植物公園。

#### 保存後拆毀
- 501號：大分市西大分公園（2004年拆毀）
- 502號：別府市龜川濱田公園（1992年拆毀）

另外，大分交通總部設有使用鋪路石和路軌製成的紀念碑。

### 轉讓車輛
504, 505號
後來變成岡山電氣軌道3501·3502號。在1982年車身翻新後變成7201·7202號。

## 事故
在1961年（昭和36年）10月26日下午2時52分，一架從大分站前出發前往龜川的路面電車（200形205號）在行走中被山泥傾瀉淹沒。當日該地方由早上已經下雨，在上午10時的雨勢加劇。在暴雨期間，電車離開佛崎離合所後，在佛崎的彎位以時速約20公里慢行，隨後路軌左邊高8米的懸崖上，約100立方米的泥石因大雨連同大樹傾瀉下來，使在行走的電車被壓成V形並被沙泥淹覆。這次事故中，車內31名乘客死亡，另外38人受傷。同日在杵築市的大分交通國東線也因此暴雨關係，使部分鐵橋受損，部分區間不能通行。

在事故後，由死者家屬成立的死者家屬協會向大分交通索償1億2000萬日圓的損害賠償，並且發起了民事訴訟。並力爭追究該公司的責任。裁判最後在1964年（昭和39年）5月20日宣判，公司一方透過支付補償金以達成和解。另外在1962年（昭和37年）1月，大分縣警發現在進行防災工作的設計、施工和維護時有過失之處，因此向公司總部的土木課長和大分營業所的維護路軌區長以涉嫌阻礙交通和業務上過失致死傷罪發出書面送檢，在1964年8月1日作出不起訴處分。

## 相關商品
- DVD：「告別別大電車」DVD 別府8 Milli Club 攝影（吉永Camera，2007年發售）※1972年製作，只於別府市北濱的吉永Camera發售

## 注腳